# Little Elm, Texas
Orașul Little Elm este o suburbie a orașului Dallas poziționată în comitatul Denton, statul Texas. La recensământul din anul 2000, populația localității a fost de 3,646 persoane. În prezent, populația estimată a suburbiei este de 21,800 de persoane, astfel încât Little Elm este considerat unul din orașele cu cele mai mari creșteri demografice.
1. ↑   https://littleelm.org/869/Mayor-Curtis-J-Cornelious Lipsește sau este vid: |title= (ajutor)
2. ↑  2010 U.S. Gazetteer Files, accesat în 9 iulie 2020